# Preying

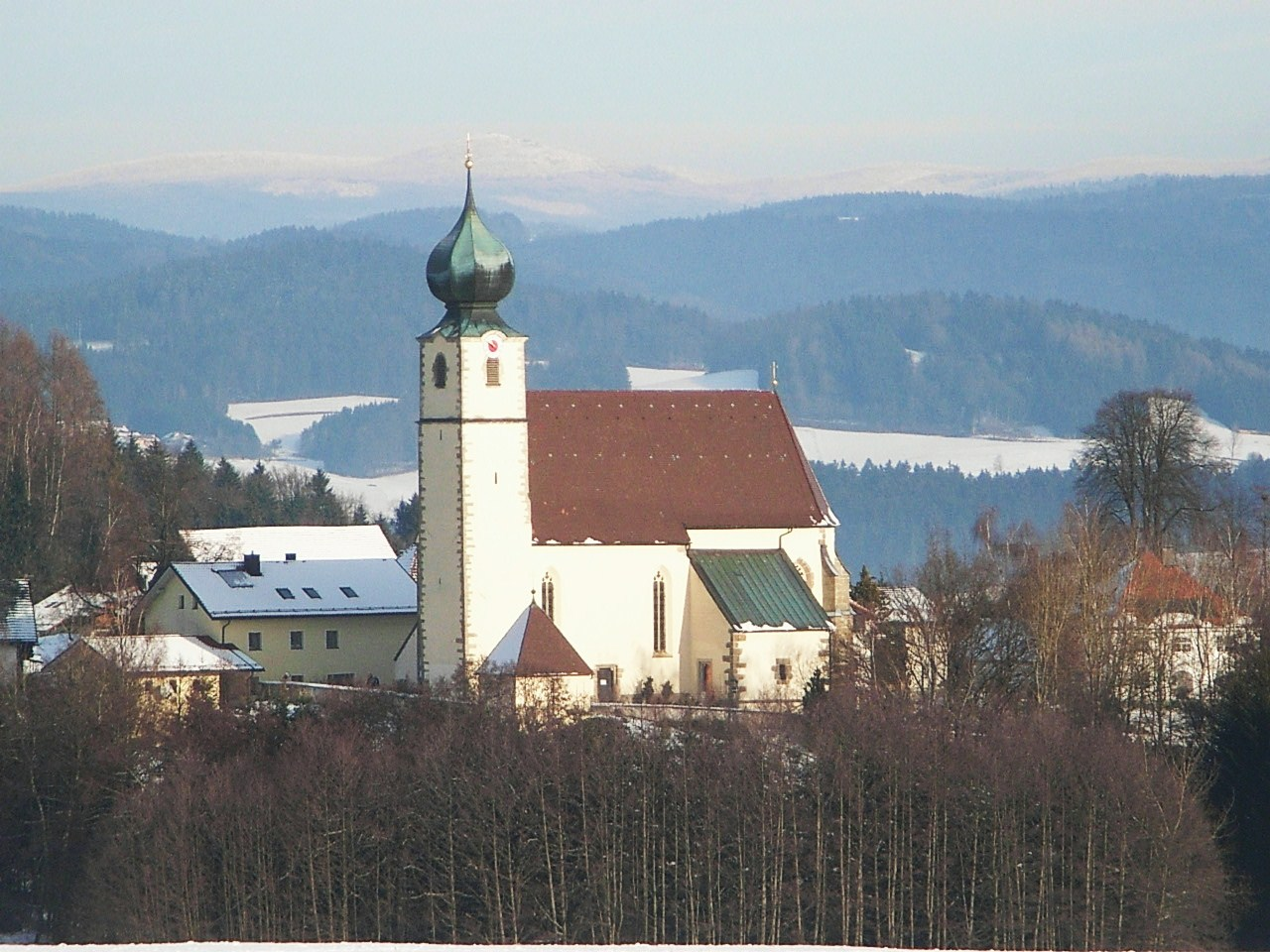
Preying mit der Pfarrkirche

Das Pfarrdorf Preying ist ein Gemeindeteil der Gemeinde Saldenburg im niederbayerischen Landkreis Freyung-Grafenau.

## Geographie
Preying liegt im Osten von Saldenburg neben der B 85 und nördlich von Tittling.

## Geschichte
Der Ort erhielt seinen Namen nach der heiligen Brigida von Kildare, woraus schon im 14. Jahrhundert „St. Preiden“ und später „Preying“ wurde. Ritter Tuschl von Söldenau stiftete hier 1366 ein Benefizium und übertrug es dem Kloster Altenmarkt. Von dort wurde Preying bis zur Auflösung des Klosters 1783 betreut. Politisch gehörte Preying seit 1818 zu der mit dem bayerischen Gemeindeedikt von 1818 errichteten selbstständigen Gemeinde Lembach, die am 1. Januar 1972 nach Saldenburg eingegliedert wurde.
Vermutlich in der zweiten Hälfte des 15. Jahrhunderts entstand die heutige Kirche, ein spätgotischer Gewölbebau mit einem westlich stehenden Turm. Das Gemälde auf dem 1673 entstandenen Hochaltar stellt die Kirchenpatronin dar, die Seitenaltäre stammen aus der Mitte des 18. Jahrhunderts. Erwähnenswert sind auch eine spätgotische Madonna und eine Selbdrittgruppe aus der Zeit um 1520. 1786 wurde das Benefizium zum Vikariat erhoben, 1879 folgte die Erhebung zur Pfarrei. Die Pfarrkirche wurde in den Jahren 2007–2009 grundlegend renoviert und mit einer mit Erdwärme gespeisten Fußbodenheizung ausgestattet. Am 14. März 2010 weihte Bischof Wilhelm Schraml aus Passau schließlich die neue Eisenbarth-Orgel mit 22 Registern.

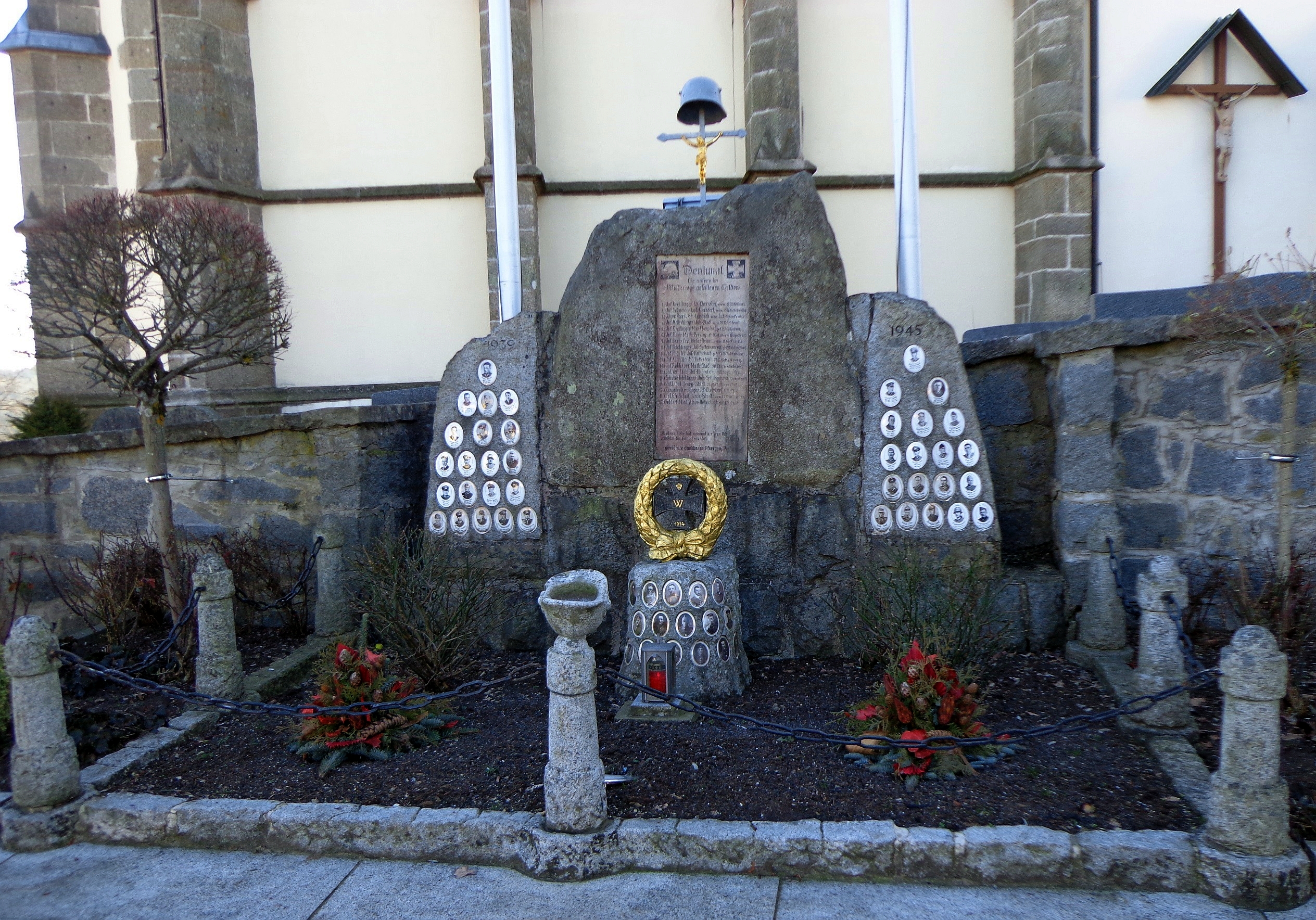
Kriegerdenkmal in Preying

Das Kriegerdenkmal in Preying nennt die im Ersten und Zweiten Weltkrieg Gefallenen aus dem Ort, darunter Infanterist Mathias Ebner (gefallen am 12. März 1915 in der Schlacht von Neuve-Chapelle) und Infanterie-Vizefeldwebel Josef Liebl (gefallen am 9. September 1916 in den Kämpfen um Ginchy, Teil der Schlacht an der Somme).
Das eigentliche Preying war noch 1855 ein Weiler, in dem sich außer der Kirche nur zwei Häuser befanden. Der Pfarrvikar wohnte in dem östlich gelegenen Dörfchen Ebersdorf. 1989 hatte die Pfarrei Preying 922 Katholiken. Die Freiwillige Feuerwehr Preying wurde 1865 gegründet, der TSV Preying am 31. Mai 1931 (als FC Preying, Umbenennung 1951). Die Schule Preying ist Außenstelle der Volksschule Thurmansbang und beherbergt heute eine Grundschule.